# Conde de Chayes
O título de Conde de Chayes foi criado por carta de 24 de março de 1904 do rei Carlos I de Portugal a favor de Guido Chayes, 1.º conde de Chayes.

## Titulares
1. Guido Chayes, 1.º conde de Chayes
2. Jorge de Chayes, 2.º conde de Chayes